# Гинкмар (архиепископ Реймса)
Ги́нкмар (лат. Hincmarus, фр. Hincmar, нем. Hinkmar; около 806—21 декабря 882, Эперне) — архиепископ Реймса (845—882), наиболее влиятельный церковный и государственный деятель эпохи Каролингского возрождения.

## Биография

### Молодые годы
Вероятно, Гинкмар происходил из знатного франкского рода, хотя имён его отца и матери исторические источники не сохранили. С детства предназначенный своими родителями для церковной жизни, Гинкмар ещё ребёнком был отдан в монастырь Сен-Дени. Его учителем стал здешний аббат Гильдуин, с которым Гинкмар был тесно связан в первые тридцать лет своей жизни. В 822 году Гинкмар вместе со своим учителем прибыл на службу ко двору правителя Франкской империи Людовика I Благочестивого. В 831 году он последовал вслед за Гильдуином в изгнание, когда во время начавшегося мятежа сыновей императора его учитель поддержал притязания на власть Лотаря I. После примирения Людовика Благочестивого с сыновьями Гинкмар вновь смог вернуться ко двору, став одним из советников императора. К этому времени относится его участие в церковном соборе в Тьонвиле в 835 году, а также сближение с младшим из сыновей императора, Карлом II Лысым.

### На службе у Карла II Лысого
После смерти в 840 году Людовика I Благочестивого Гинкмар перешёл на службу к Карлу Лысому, несмотря на уговоры Гильдуина поддержать в начавшейся Войне трёх братьев императора Лотаря I. За свою верность Гинкмар получил от короля Карла в апреле 844 года дарственную хартию, а в декабре того же года на соборе в Вернёй-сюр-Озе, подтвердившем права Карла Лысого на престол Западно-Франкского государства, вновь был назван монархом одним из своих ближайших советников.

### Избрание на Реймсскую кафедру
В 845 году Карл II Лысый предложил Гинкмару возглавить Реймсскую архиепархию. Она освободилась ещё в 841 году после повторного низложения предыдущего архиепископа, Эббона, и, несмотря на последовательное назначение двух прелатов на её кафедру, до этого времени оставалась вакантной. Гинкмар дал своё согласие и на церковном соборе в Бове 18 апреля 845 года состоялось его рукоположение в сан архиепископа.

### Конфликт с императором Лотарем I
Однако кандидатура Гинкмара не устроила императора Лотаря I, опасавшегося, что с восхождением того на кафедру возрастёт влияние короля Карла Лысого на тех епископов-суффраганов Реймсской митрополии, епархии которых находились на территории Срединного королевства. Заручившись поддержкой папы римского Сергия II, Лотарь намеревался 19 апреля 846 года провести в Трире церковный собор, на котором предполагалось оспорить каноничность низложения Эббона. Однако Гинкмару удалось убедить Сергия в правильности своего избрания, после чего папа отозвал своё согласие на проведение планировавшегося собора. После смерти Сергия II в январе 847 года Гинкмар установил хорошие отношения с его преемником Львом IV. Видя бесперспективность своего намерения сместить Гинкмара, Лотарь I в том же году примирился с новым архиепископом Реймса. В качестве жеста окончательного примирения, император ходатайствовал перед папой о предоставлении Гинкмару паллия и назначении его папским викарием для Западно-Франкского и Срединного государств. Это же назначение было вновь подтверждено Львом IV в 851 году.

### Дело Готшалька из Орбе
Как один из наиболее выдающихся богословов своего времени, Гинкмар Реймсский был вовлечён в спор об учении Готшалька из Орбе о предопределении, расколовший франкское духовенство. Выступив активным противником этой доктрины, Гинкмар был главным инициатором осуждения и ареста Готшалька на церковном соборе в Кьерси в 849 году. В этом его поддержали архиепископ Лиона Амолон и Иоанн Скот Эриугена, однако такие видные деятели, как епископ Труа Пруденций, Луп Феррьерский, Флор Лионский и Ратрамн Корбийский, выступили как сторонники теории о предопределении.
Конфликт ещё более обострился в 852 году, когда вместо Амолона на кафедру Лиона взошёл архиепископ Ремигий I, поддерживавший учение Готшалька. Также в защиту учения о предопределении выступили архиепископ Трира Титгауд и епископ Гренобля Эббон. По их ходатайству в апреле 853 года в Суассоне состоялся собор, который постановил, что Готшальк должен выехать в Рим, чтобы представить свою точку зрения папе Льву IV. Однако Гинкмар, опираясь на поддержку короля Карла II Лысого, отказался освобождать Готшалька. Несмотря на осуждение в 855 году противников Готшалька на синоде в Валансе, собранном из епископов-суффраганов Лионской, Вьеннской и Арльской митрополий, Гинкмару удалось в этом же году заручиться поддержкой нового папы римского Бенедикта III и оставить Готшалька в заключении, в котором тот и умер в 868/869 году.

### События 857—860 годов
В 857 году произошло резкое обострение отношений между королём Карлом II Лысым и его братом, правителем Восточно-Франкского королевства Людовиком II Немецким, вызванное поддержкой последним западно-фракских мятежников. Для укрепления своей власти в преддверии возможного военного конфликта Карл созвал ассамблею иерархов своего государства. Здесь, в обмен на новую клятву верности со стороны франкского духовенства, король клятвенно обещал защищать и расширять права и привилегии церкви.
В следующем году войско Людовика Немецкого, поддерживаемое некоторыми мятежными вассалами короля Карла, вторглось в Западно-Франкское государство и, не встречая серьёзного сопротивления, дошло до Аттиньи. Карл Лысый бежал в Осер, где были владения родственников его матери, бургундских Вельфов. Людовик, во власти которого находилась почти половина королевства брата, обратился с призывом к духовенству Западно-Франкского государства собраться на церковный собор в Реймсе и одобрить низложение Карла II Лысого с престола. Однако иерархи Королевства западных франков, возглавляемые архиепископом Гинкмаром, выступили категорически против этих планов Людовика: ими было направлено послание к духовенству Восточно-Франкского государства, в котором Людовик обвинялся в развязывании братоубийственной войны, а также был проигнорирован планировавшийся собор в Реймсе.
В 859 году королю Карлу удалось объединить силы своих сторонников и возобновить военные действия против брата. Людовик Немецкий, понимая, что отсутствие поддержки западно-фракских иерархов не позволит ему установить полный контроль над захваченными землями, был вынужден отступить и вернуться в Германию. В награду за проявленную верность на генеральной ассамблее в городе Савоньер король Карл щедро наградил многих прелатов своего королевства, в том числе, и Гинкмара Реймсского. В 860 году в Кобленце между Карлом II Лысым и Людовиком II Немецким был заключён мир, закреплявший положение, существовавшее до начала их конфликта.

### Развод Лотаря II
В 861 году архиепископ Гинкмар активно вмешался в дело о разводе короля Лотаря II с его супругой Теутбергой. Формальным поводом стало прибытие изгнанной Теутберги ко двору Карла II Лысого, где ей было предоставлено убежище от преследований мужа, намеревавшегося жениться на своей конкубине Вальдраде. Сохранение в силе бездетного брака Теутберги было в интересах короля Карла, намеревавшегося после смерти Лотаря принять участие в разделе его владений. Гинкмар, как верный сторонник своего монарха, обеспечил богословское оправдание незаконности развода правителя Лотарингии, ещё в 860 году написав на эту тему специальный трактат, впоследствии одобренный папой римским Николаем I. Оказывая сильное давление на духовенство Лотарингии, эти два прелата, несмотря на временное примирение Карла II Лысого с Лотарем, состоявшееся в 862 году, смогли заставить короля Лотарингии в 865 году официально примириться с Теутбергой и не дать ему легализовать наследственные права его внебрачного сына Гуго.
События, связанные с разводом Лотаря II и Теутберги, привлекли внимание Гинкмара также и к ставшему широко известным в это время делу о несостоявшемся браке графа Клермона Этьена и дочери графа Тулузы Раймунда I. Этот вопрос был обсуждён в 860 году прелатами Западно-Франкского королевства на церковном соборе в Туси. По итогам этого собрания архиепископ Реймса написал обширное послание, направленное им архиепископам Рудольфу Буржскому и Фротеру Бордоскому.

### Борьба за усиление власти митрополита
В качестве главы одной из наиболее крупных митрополий Западно-Франкского королевства, Реймсской архиепархии, Гинкмар в 850-х—870-х годах предпринял целый ряд мер, направленных на усиление своей власти над епископами-суффраганами. Первое из подобных постановлений было обнародованно им в 852 году. Впоследствии Гинкмар издал ещё несколько подобных документов, оправдывавших законность прав на вмешательство митрополита во внутренние дела подчинённых ему епархий. Ограничение своих полномочий было воспринято некоторыми епископами как нарушение основополагающих церковных законов, что вызвало продолжительные конфликты Гинкмара с некоторыми влиятельными прелатами королевства: в конце 850-х годов против политики реймсского архиепископа выступил епископ Труа Пруденций, в ходе споров о судьбе Готшалька из Орбе — епископ Суассона Ротад II, а в 868 году — собственный племянник Гинкмара, епископ Лана Гинкмар Младший. Конфликт с последним завершился только в 875 году смещением того с кафедры Лана. В ходе полемики, развернувшейся вокруг дела Гинкмара Младшего, архиепископ Реймса первым из богословов IX века высказал предположение о подложности Исидоровых декреталий, хотя ранее несколько раз ссылался на них как на абсолютно авторитетный документ.
Несмотря на меры по укреплению своей власти над подчинёнными ему прелатами, сам Гинкмар активно противился попыткам папы римского Николая I усилить влияние Престола святого Петра на митрополитов бывшей Франкской империи. Это привело к серьёзным разногласиям между папой и архиепископом Реймса, конец которым положила только смерть Николая I в 867 году.
К 866 году относится конфликт Гинкмара с главой одной из митрополий Западно-Франкского государства, архиепископом Буржа Вульфадом. Причиной было стремление Гинкмара утвердить первенство своей кафедры среди других архиепархий королевства и своё право вмешиваться в дела других митрополий как папского викария в Галлии, а поводом послужило обвинение в том, что Вульфад был незаконно посвящён в сан уже смещённым с кафедры архиепископом Эббоном Реймсским. Несмотря на низложение Вульфада собором в Суассоне, тому при поддержке папы римского Николая I удалось отстоять свои права на управление Буржской архиепархией.

### Конфликты с Карлом II Лысым
В первые пятнадцать лет своего епископства Гинкмар был одним из самых преданных сторонников Карла II Лысого, помогая укреплению власти короля западных франков, а в ответ получая монаршую поддержку всех своих начинаний. Однако затем между архиепископом и королём периодически начали возникать конфликты, основанные на недовольстве Карла всё возрастающим влиянием Гинкмара на духовенство его королевства.
Первые разногласия между ними произошёл в 862 году, когда Карл Лысый, вопреки мнению Гинкмара, заключил в Савоньере договор с королём Лотарем II. В 867 году, во время спора Гинкмара с папой римским Николаем I по вопросу о Исидоровых декреталиях, собор прелатов Западно-Франкского королевства по настоянию Карла подтвердил правильность точки зрения папы. В ответ Гинкмар в одном из своих писем обвинил короля в неблагодарности. Однако уже вскоре после этого состоялось примирение короля и архиепископа Реймса, и в 869 году Гинкмар, как один из ближайших советников короля, активно способствовал аннексии Карлом королевства умершего короля Лотаря II, в послании к папе Адриану II защищая законность этого присоединения.
Окончательный разрыв между Гинкмаром и Карлом II произошёл в 875 году, когда реймсский архиепископ отказался поддержать итальянскую политику монарха, выступив категорически против его коронации императорской короной. Под давлением нового императорского фаворита Ратгебера, Гинкмар был вынужден удалиться от двора. Однако его влияние на прелатов королевства осталось при этом весьма значительным, что в 876 году позволило ему на соборе в Понтьоне не допустить утверждения архиепископа Санса Ансегиза на посту нового папского викария в Галлии, на чём настаивал Карл Лысый.

### Последние годы
После смерти императора Карла II Лысого в октябре 877 года, Гинкмар, названный одним из душеприказчиков скончавшегося монарха, возвратился к королевскому двору, став при новом правителе, Людовике II Заике, «фактически регентом Западно-Франкского государства». В этом качестве архиепископ Реймса руководил коронацией нового монарха, состоявшейся 8 декабря того же года в Компьене, а в 878 году возглявлял прелатов королевства на церковном соборе в Труа, на котором большинство участников отвергло предложение папы римского Иоанна VIII о походе в Италию в обмен на поддержку папы провозглашения короля Людовика новым императором.
При сыновьях умершего в 879 году Людовика II, Людовике III и Карломане II, влияние Гинкмара на государственные дела почти прекратилось из-за противодействий новых королевских фаворитов, в первую очередь, Гуго Аббата. Гинкмар удалился в свою архиепархию, где и прожил последние годы своей жизни, проведённые, в основном, в спорах о соответствии церковным канонам посвящения в сан нового епископа Бове Ротгария.
В 882 году, узнав о приближении к неукреплённому Реймсу войска викингов, Гинкмар бежал в Эперне, однако заболел здесь и умер 21 декабря того же года. Его тело было погребено в Реймсском соборе, который он перестроил и в 852 году повторно освятил.
Преемником Гинкмара на кафедре Реймса был избран архиепископ Фульк.

### Сочинения
Архиепископ Гинкмар был автором большого числа богословских, агиографических и церковно-правовых сочинений. Из них наиболее важными являются: «О предопределении Божием и свободном произволении» (лат. De praedestinatione Dei et libero arbitrio; 859/860 год), «О разводе Лотаря и Теутберги» (лат. De devorcio Lotharii et Teutberge; 860 год), «О личности короля и королевской службе» (лат. De regis persona et regio ministerio; 873 год), «О правах митрополитов» (лат. De jure metropolitanorum; 876 год), «Наставление королю Людовику» (лат. Instructio ad Ludovicum regem; 878 год), «Об устройстве дворца» (лат. De ordine palatii; 882 год). Также архиепископ Реймса был автором множества писем и «Жития Ремигия» (лат. Vita Remigii). Под непосредственным контролем Гинкмара была создана описывающая события 861—882 годов часть Сен-Бертинских анналов — одного из важнейших источников по истории Франкского государства IX века.
Подробная биография Гинкмара была написана Флодоардом и включена им в своё сочинение «История Реймсской церкви».